# Antonio Carrasqueira
Antonio Carlos Moraes Dias Carrasqueira (Toninho Carrasqueira; * 9. September 1952 in São Paulo) ist ein brasilianischer Flötist.

## Leben
Carrasqueira hatte den ersten Flötenunterricht bei seinem Vater João Dias Carrasqueira, einem bekannten Flötisten und Flötenlehrer São Paulos, der ihn auch in das Chorospiel einführte und bei dessen Soireen er Choromusiker wie Pixinguinha und Jacob do Bandolim erlebte. Im Alter von vierzehn Jahren debütierte er mit seinem Vater und seiner Schwester, der Pianistin Maria José Carrasqueira, und im Folgejahr trat er in das von Beatriz Dietzius geleitete Orquestra de Câmara Jovem de São Paulo ein. 1970 wurde er Mitglied des Orquestra Sinfônica do Estado de São Paulo unter der Leitung von Simon Blech.
Nachdem er 1972 den Concurso para Jovens Instrumentistas de Piracicaba gewonnen hatte, erhielt er auf Empfehlung von Ernest Bour ein Stipendium der französischen Regierung, das es ihm ermöglichte, Privatunterricht bei Christian Lardé in Paris zu nehmen und bei Roger Bourdin am Conservatoire à Rayonnement Régional de Versailles (CRR) zu studieren. Anschließend trat er in die École Normale de Musique de Paris (ENMP) ein und nahm Unterricht bei Fernand Caratgé. 1975 ging er nach Irland, um bei dem Flötisten James Galway zu studieren, und 1979 kehrte er als Erster Flötist des Orquestra Sinfônica Municipal de São Paulo nach Brasilien zurück.
1986 verließ er das Orchester, um sich seiner Sololaufbahn zu widmen. Noch im gleichen Jahr veröffentlichte er das erste Duo-Album mit seiner Schwester Maria José Carrasqueira, das dem Werk des Komponisten Osvaldo Lacerda gewidmet ist, begann außerdem die Zusammenarbeit mit dem Musiker und Tänzer Antonio Nóbrega und wurde Professor an der Musikfakultät der Universidade de São Paulo. Er schloss sich der Banda Mexe com Tudo an, die bei Gafiera-Shows in der Bar Avenida in São Paulo spielte. 1990 wurde er Leiter der Flötengruppe des neu gegründeten Orquestra Jazz Sinfônica do Estado de São Paulo.
1994 erschien Carrasqueiras Soloalbum El Canto de Guirahú – Concerto Latino-Americano mit einer Auswahl lateinamerikanischer Komponisten aus dem 20. Jahrhundert (u. a. von Astor Piazzolla, Francisco Mignone, Leo Brouwer, Andres Sas, Mozart Camargo Guarnieri, Cyro Pereira und Alberto Ginastera). Sein drittes Album Toninho Carrasqueira Toca Pixinguinha e Patápio Silva erschien 1996. 1997 wurde er Flötist im in Rio de Janeiro beheimateten Quinteto Villa-Lobos, mit dem er mehrere Alben einspielte. In der 15 CDs umfassenden Serie  Princípios do Choro nahm er Werke von vor 1900 geborenen brasilianischen Komponisten auf, die der Gitarrist Maurício Carrilho recherchiert hatte.
Auf der fünf CDs umfassenden Kompilation Joaquim Callado, o Pai dos Chorões (2002) spielte Carrasqueira mit Nailor Proveta, Eduardo Neves, Água de Moringa, Hermeto Pascoal, Déo Rian, Galo Preto, Odette Ernest Dias, Pedro Amorim, Sivuca und Marcelo Bernardes Werke von Joaquim Antonio da Silva Callado Jr. ein. Ebenfalls 2002 entstand mit der Gruppe Mulheres do Choro ein Album unter der Leitung von Mauricio Carrilho und Luciana Rabello. Das Album WA Mozart – The Flute Quartets ist die erste brasilianische Einspielung der Flötenquartette Mozarts. Außerdem spielte Carrasqueiras die Erstaufnahmen von Flô Menezes’ Parcours de l'Entité für Flöte, Schlagzeug und Magnetband, Eduardo Seincmans A Dança Lúgubre und A Última Dança, und Edmundo Villani-Côrtes’ Salve Patápio Silva.

## Diskographie
- In Concert, 1986
- El Canto de Guirahú - Concerto Latino-Americano, 1994
- Toninho Carrasqueira Toca Pixinguinha e Patápio Silva, 1996
- A Terra e o Espaço Aberto (mit Benjamim Taubkin, Lui Coimbra, Marcos Suzano)
- WA Mozart – The Flute Quartets
- Quinteto em Forma de Choros (Quinteto Villa-Lobos 35 Anos de Música Brasileira) (Werke von Heitor Villa-Lobos, Mario Tavares, Ronaldo Miranda, Radamés Gnattali, Edino Krieger, Rafael Batista), 1997
- Fronteiras, 2000
- Quinteto Villa-Lobos: Convida, 2002
- Quinteto Villa-Lobos: Toca Ernesto Nazareth, 2003
- Obra de Câmara para Sopros de Heitor Villa-Lobos, 2006
- Sopro Novo, 2006
- Compositores Brasileiros, 2007
- Villa-Lobos, a Popular Classic, 2009
- Rasgando Seda, 2012